# Утопія (Техас)
Утопія (англ. Utopia) — переписна місцевість (CDP) в США, в окрузі Ювалде штату Техас. Населення — 225 осіб (2020).

## Географія
Утопія розташована за координатами 29°37′27″ пн. ш. 99°30′46″ зх. д. / 29.62417° пн. ш. 99.51278° зх. д. (29.624088, -99.512655).  За даними Бюро перепису населення США в 2010 році переписна місцевість мала площу 7,67 км², з яких 7,65 км² — суходіл та 0,03 км² — водойми.

## Демографія
Згідно з переписом 2010 року, у переписній місцевості мешкало 227 осіб у 102 домогосподарствах у складі 65 родин. Густота населення становила 30 осіб/км².  Було 138 помешкань (18/км²).
Расовий склад населення:
| - 94,7 % — білих - 0,4 % — вихідців з тихоокеанських островів - 3,1 % — осіб інших рас |

До двох чи більше рас належало 1,8 %. Частка іспаномовних становила 9,3 % від усіх жителів.
За віковим діапазоном населення розподілялося таким чином: 19,8 % — особи молодші 18 років, 51,6 % — особи у віці 18—64 років, 28,6 % — особи у віці 65 років та старші. Медіана віку мешканця становила 47,9 року. На 100 осіб жіночої статі у переписній місцевості припадало 102,7 чоловіків;  на 100 жінок у віці від 18 років та старших — 109,2 чоловіків також старших 18 років.
Середній дохід на одне домашнє господарство  становив 43 229 доларів США (медіана — 45 096), а середній дохід на одну сім'ю — 43 229 доларів (медіана — 45 096). За межею бідності перебувало 26,4 % осіб, у тому числі 42,9 % дітей у віці до 18 років та 0,0 % осіб у віці 65 років та старших.
Цивільне працевлаштоване населення становило 80 осіб. Основні галузі зайнятості: роздрібна торгівля — 21,3 %, виробництво — 16,3 %, мистецтво, розваги та відпочинок — 16,3 %.